# Hymna Tchaj-wanu
Hymna Tchaj-wanu (oficiálně Čínské republiky) je píseň Tři lidové principy. Píseň je hymnou na ostrově Tchaj-wan (dříve Formosa) od roku 1945, tedy po kapitulaci Japonska na konci II. světové války. Před tím byla v letech 1928/1937–1949 hymnou tehdejši Čínské republiky na pevnině.
Text je odvozen z řeči, kterou pronesl Sunjatsen 1. května 1924 při otevírání vojenské akademie Čínské republiky.

## Slova
Čínština (tradiční)
三民主義，吾黨所宗； 以建民國，以進大同。 咨爾多士，為民前鋒； 夙夜匪懈，主義是從。 矢勤矢勇，必信必忠； 一心一德，貫徹始終。

Pinyin
Sānmín zhǔyì, wú dǎng suǒ zōng; yǐ jiàn mínguó, yǐ jìn dàtóng. Zī ěr duō shì, wèi mín qiánfēng; sùyè fěi xiè, zhǔyì shì cóng. Shǐ qín shǐ yǒng, bì xìn bì zhōng; yì xīn yì dé, guànchè shǐzhōng.

Česky
Tři lidové principy vládnou naší zemi. Vybudujme republiku, projděme si naši vlast. Zničme všechny nepřátele, nezůstaňme pozadu. Buďme věrni naší vlasti, Dejme jí svá srdce.[zdroj?]